# Стрелецкая (Архангельская область)
Стрелецкая — деревня в Вельском районе Архангельской области. Входит в состав муниципального образования «Верхнеустькулойское».

## География
Деревня расположена в южной части Архангельской области, в таёжной зоне, в пределах северной части Русской равнины, в 52 километрах на юго-восток от города Вельска, на левом берегу реки Кулой(притока Ваги) при впадении притока Сивчуга. Ближайшие населённые пункты: на севере деревня Ворыгинская, на северо-западе деревня Порядинская, на юге деревня Лаптевская.
Часовой пояс
Стрелецкая, как и вся Архангельская область, находится в часовой зоне МСК (московское время). Смещение применяемого времени относительно UTC составляет +3:00.

## Население
| 2002 | 2010 | 2012 | 2014 |
| ---- | ---- | ---- | ---- |
| 9    | →9   | ↘6   | →6   |

## История
Указана в «Списке населённых мест по сведениям 1859 года» в составе Вельского уезда(2-го стана) Вологодской губернии под номером «2556» как «Стрҍлецкая(Стрҍлка)». Насчитывала 5 дворов, 15 жителей мужского пола и 14 женского.
В материалах оценочно-статистического исследования земель Вельского уезда упомянуто, что в 1900 году в административном отношении деревня входила в состав Лиходиевского сельского общества Кулойско-Покровской волости. На момент переписи в селении Стрҍлецкое(Стрҍлка) находилось 6 хозяйств, в которых проживало 20 жителей мужского пола и 24 женского.